# عقيل مامادوف
عقيل مامادوف (بالأذرية: Aqil Məmmədov)‏ هو لاعب كرة قدم أذربيجاني في مركز الوسط، ولد في 12 أبريل 1972 في سومقاييت في أذربيجان. شارك مع منتخب أذربيجان لكرة القدم. أما مع النوادي، فقد لعب مع نادي باكو ونادي سومقاييت ونادي شامكير ونادي قره باغ ونادي نيفتشي باكو.

## وصلات خارجية
- عقيل مامادوف على موقع قاعدة بيانات كرة القدم.إي يو (الإنجليزية)
- عقيل مامادوف على موقع ناشيونال فوتبول تيمز (الإنجليزية)